# Liste der Biografien/Dab
Liste der Biografien |
Portal Biografien |
Personensuche
# |
A |
B |
C |
D |
E |
F |
G |
H |
I |
J |
K |
L |
M |
N |
O |
P |
Q |
R |
S |
T |
U |
V |
W |
X |
Y |
Z |
?
 
Da |
Db |
Dc |
Dd |
De |
Dg |
Dh |
Di |
Dj |
Dk |
Dl |
Dm |
Dn |
Do |
Dq |
Dr |
Ds |
Du |
Dv |
Dw |
Dy |
Dz
 
Daa |
Dab |
Dac |
Dad |
Dae |
Daf |
Dag |
Dah |
Dai |
Daj |
Dak |
Dal |
Dam |
Dan |
Dao |
Dap |
Daq |
Dar |
Das |
Dat |
Dau |
Dav |
Daw |
Dax |
Day |
Daz
Die Liste der Biografien führt alle Personen auf, die in der deutschsprachigen Wikipedia einen Artikel haben. Dieses ist eine Teilliste mit 140 Einträgen von Personen, deren Namen mit den Buchstaben „Dab“ beginnt.

## Dab
- Dąb-Biernacki, Stefan (1890–1959), polnischer General

### Daba
- Daba, Bekana (* 1988), äthiopischer Langstreckenläufer
- Daba, Tejitu (* 1991), bahrainische Langstreckenläuferin äthiopischer Herkunft
- DaBaby (* 1991), US-amerikanischer RapperDaBaby (* 1991)

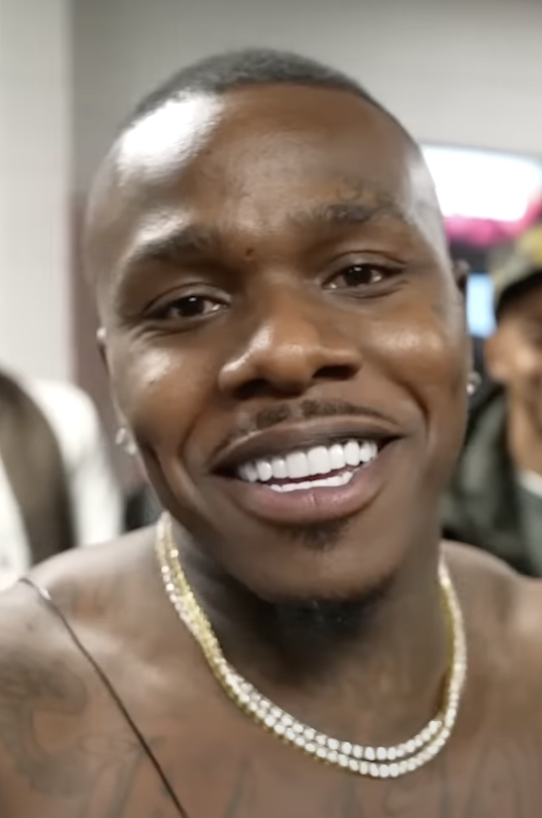
DaBaby (* 1991)

- Dabac, Dario (* 1978), kroatischer Fußballspieler und -trainer
- Dabadie, Henri (1867–1949), französischer Landschaftsmaler
- Dabadie, Jean-Loup (1938–2020), französischer Schriftsteller, Liedtexter, Drehbuchautor und Mitglied der Académie française
- Dabag, Mihran (* 1944), deutscher Historiker und Publizist
- Dabagh, Dschalal (* 1939), kurdischer Schriftsteller, Politiker und Journalist
- Dabaghjan, Geworg (* 1965), armenischer Dudukspieler
- Dabaghyan, Gurgen (* 1988), armenischer Sänger
- Dabağyan, Levon Panos (1933–2017), türkisch-armenischer Forscher und Schriftsteller
- Dabanlı, Berkay (* 1990), deutsch-türkischer Fußballspieler
- Dabanovič, Mladen (* 1971), slowenischer Fußballtorhüter
- Dabanović, Nikola (* 1981), montenegrinischer Fußballschiedsrichter
- Dabany, Patience (* 1944), gabunische Sängerin
- Dabashi, Hamid (* 1951), iranisch-amerikanischer Historiker, Kulturphilosoph und Literaturwissenschaftler
- Dabaya, Vencelas (* 1981), französischer Gewichtheber

### Dabb
- Dabbagh, Hassan (* 1972), deutscher Imam in Leipzig
- Dabbagh, Oday (* 1998), palästinensischer Fußballspieler
- Dabbagh, Yasmeen al- (* 1997), saudi-arabische Sprinterin
- Dabbaghi, Abbas (* 1987), iranischer Ringer
- Dabbaghian, Emmanuel (1933–2018), syrischer Geistlicher, armenisch-katholischer Erzbischof von Bagdad
- Dabban, Dschamal ad-Din Abd al-Karim ad- († 2007), irakischer sunnitischer Geistlicher
- Dabbene, Roberto (1864–1938), italienisch-argentinischer Ornithologe
- Dabbert, Stephan (1958–2024), deutscher Agrarökonom und Rektor der Universität Hohenheim
- Dabbs, Ethan (* 1999), US-amerikanischer Speerwerfer
- Dabbs, Isaac, US-amerikanischer Politiker
- Dabbur, Munas (* 1992), israelischer FußballspielerMunas Dabbur (* 1992)

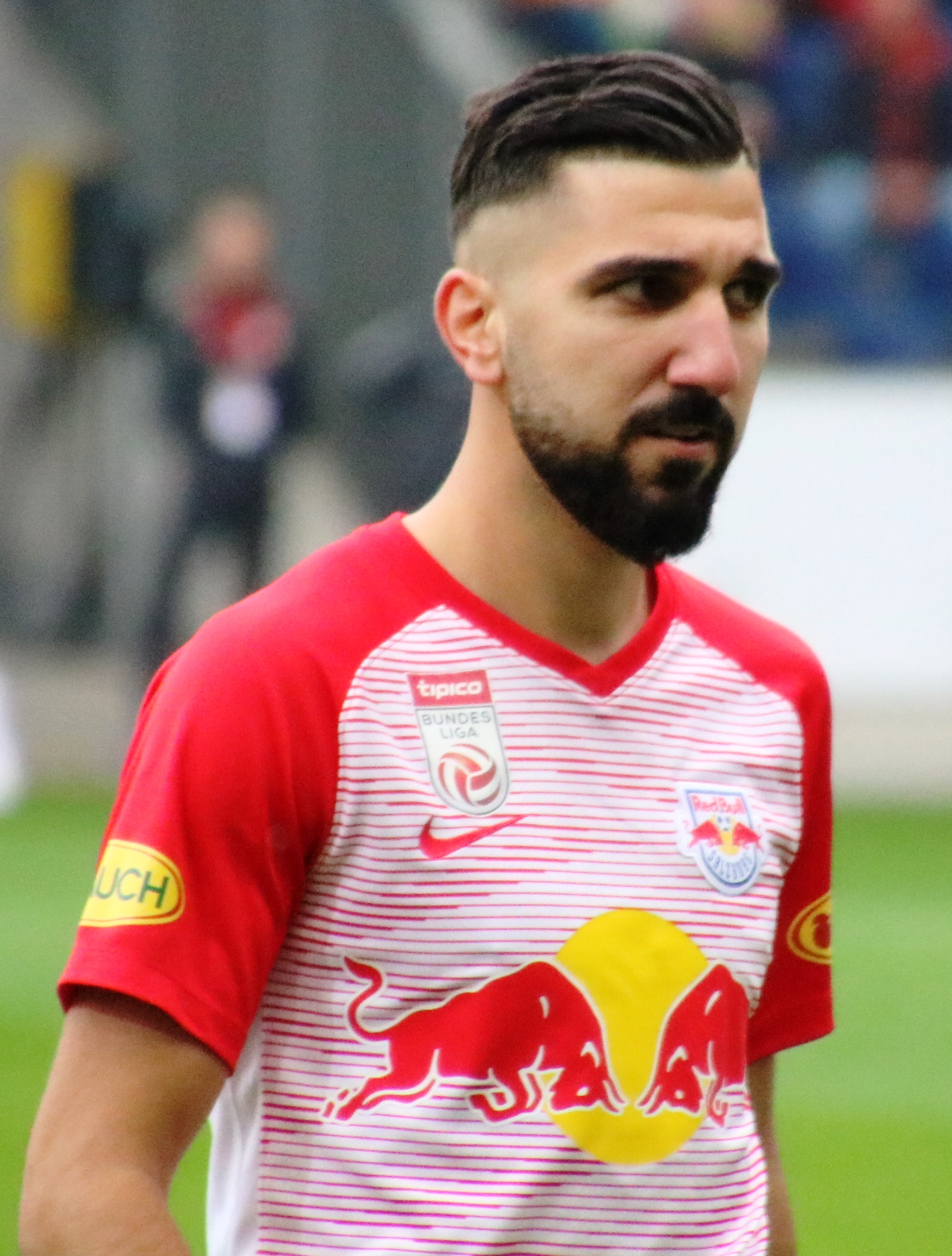
Munas Dabbur (* 1992)

### Dabc
- Dabčević-Kučar, Savka (1923–2009), kroatisch-jugoslawische Politikerin

### Dabd
- Dabdoub, Mahmoud (* 1958), libanesisch-deutscher Fotograf

### Dabe
- Dabeck, Franz (1900–1984), deutscher Ordensgeistlicher
- Dąbek, Stanisław (1892–1939), Oberst der Polnischen Streitkräfte
- Dabeka, Andrew (* 1978), kanadischer Badmintonspieler
- Dabel, Gerhard (1916–1984), deutscher Schriftsteller
- Dabeler, Christian (* 1965), deutscher Musiker, Autor, Darsteller und ProduzentChristian Dabeler (* 1965)

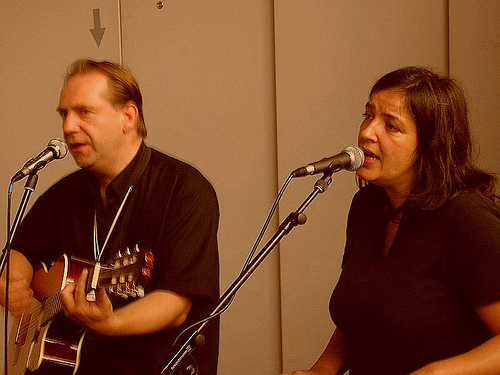
Christian Dabeler (* 1965)

- Dabelow, Adolf (1899–1984), deutscher Anatom und Professor für Medizin
- Dabelow, Christoph Christian von (1768–1830), deutscher Rechtswissenschaftler und Hochschullehrer
- Dabelow, Heinz (1922–2011), deutscher Kommunalpolitiker (SPD)
- Dabelsteen, Preben (1925–2017), dänischer Badmintonspieler und Sportjournalist
- Dabelstein, Elisabeth Sophie (1895–1976), deutsche Schriftstellerin und Alpinistin
- Daber, Rudolf (* 1929), deutscher Paläontologe und Geologe
- Däberitz, Ernst (1841–1915), deutscher konservativer Politiker, MdL (Königreich Sachsen)
- Dabernig, Josef (* 1956), österreichischer bildender Künstler
- Dabers, Elisabeth († 1697), Frau, die als Hexe verurteilt und verbrannt wurde
- Dabevska, Sanja (* 1996), nordmazedonische Handballspielerin
- Dabew, Ewtim (1864–1946), bulgarischer Journalist und Politiker

### Dabh
- Dabheog, Abt, Heiliger
- Dabhoiwala, Faramerz (* 1969), britischer Historiker

### Dabi
- Dabi, Mohammed Ahmed Mustafa al- (* 1948), sudanesischer Kommandant, Nachrichtenoffizier und Diplomat
- Dabič, Lea (* 1981), slowenische Skirennläuferin
- Dabić, Mascha (* 1981), Autorin, Übersetzerin und Dolmetscherin
- Dabija, Iuliana (* 2003), moldauische Leichtathletin
- Dabir, Alireza (* 1977), iranischer Ringer und Olympiasieger
- Dabiré, Christophe, burkinischer Politiker und Premierminister
- Dabiré, Raphaël Kusiélé (* 1948), burkinischer Geistlicher, römisch-katholischer Bischof von Diébougou
- Dabiri, Arad (* 1997), österreichischer Schriftsteller
- Dabischa, Xenija Andrejewna (* 1994), russische Beachvolleyballspielerin
- Dabit, Eugène (1898–1936), französischer Maler und Schriftsteller
- Dabizas, Nikos (* 1973), griechischer Fußballspieler

### Dabj
- Dabjani, Ilir (* 2001), albanischer Fußballtorhüter

### Dabk
- Dabkevičius, Zenonas (* 1954), litauischer Phytopathologe
- Dąbkowska-Cichocka, Lena (* 1973), polnische Politikerin, Mitglied des Sejm
- Dąbkowski, Bartosz (* 1985), polnischer Eishockeyspieler

### Dabl
- Dablanc, Christian (1931–1989), französischer Jurist, Verwaltungsbeamter und Präfekt
- Dablé-Wolf, Anthony (* 1988), französischer American-Football-Spieler

### Dabn
- Dabney, Ford (1883–1958), US-amerikanischer Pianist, Komponist und Arrangeur
- Dabney, Sharon (* 1957), US-amerikanische Sprinterin
- Dabney, Virginius (1901–1995), US-amerikanischer Schriftsteller, Journalist und Herausgeber

### Dabo
- Dabo, Abdoulaye (* 2001), französischer Fußballspieler
- Dabo, Abdul Kader (* 1970), malischer Judoka
- Dabo, Astan (* 1992), französisch-malische Basketballspielerin
- Dabo, Bryan (* 1992), burkinischer Fußballspieler
- Dabo, Leon († 1960), US-amerikanischer tonalistischer Maler
- Dabo, Marcel (* 2000), deutscher American-Football-SpielerMarcel Dabo (* 2000)

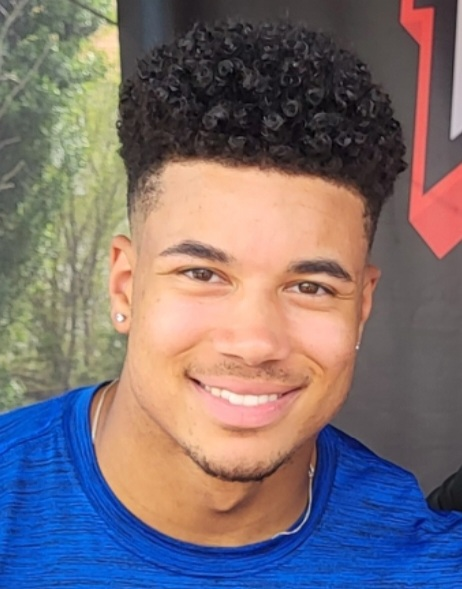
Marcel Dabo (* 2000)

- d’Abo, Mike (* 1944), britischer Sänger und Songwriter
- Dabo, Mouhamadou (* 1986), französischer Fußballspieler
- Dabo, Moustapha (* 1986), senegalesischer Fußballspieler
- Dabo, Ousmane (* 1977), französischer Fußballspieler
- Daboh, Habila Tyiakwonaboi (* 1970), nigerianischer römisch-katholischer Geistlicher, Bischof von Zaria
- Dāboliņš, Herberts (1908–2000), lettischer Skilangläufer
- Daboll, Brian (* 1975), US-amerikanischer American-Football-Trainer
- Daboll, Celadon (1818–1866), US-amerikanischer Erfinder
- Dabon, Claudius (1803–1874), österreichischer Politiker
- Dabor, Fode Maclean (* 1948), sierra-leonischer Diplomat
- Daboré, Issaka (1940–2021), nigrischer Boxer
- Dabos, Christelle (* 1980), französische Fantasy-Autorin
- Daboub, Makram (* 1972), tunesischer Fußballtorhüter und -trainer
- Dabović, Dejan (1944–2020), jugoslawischer Wasserballspieler

### Dabr
- Dabragezas, Heerführer des Byzantinischen Reiches
- Dabre, Thomas (* 1945), indischer Geistlicher, emeritierter römisch-katholischer Bischof von Poona
- Dabrila, Justinas (1905–1941), litauischer katholischer Priester, Professor, Märtyrer
- Dabringhaus, Sabine (* 1962), deutsche Historikerin
- Däbritz, Fritz (1919–1985), deutscher Theaterwissenschaftler
- Däbritz, Max (1874–1947), deutscher Unternehmer
- Däbritz, Nico (* 1971), deutscher Fußballspieler und -trainer
- Däbritz, Rudolf (1880–1945), deutscher Klassischer Philologe und Gymnasialdirektor
- Däbritz, Sara (* 1995), deutsche FußballspielerinSara Däbritz (* 1995)

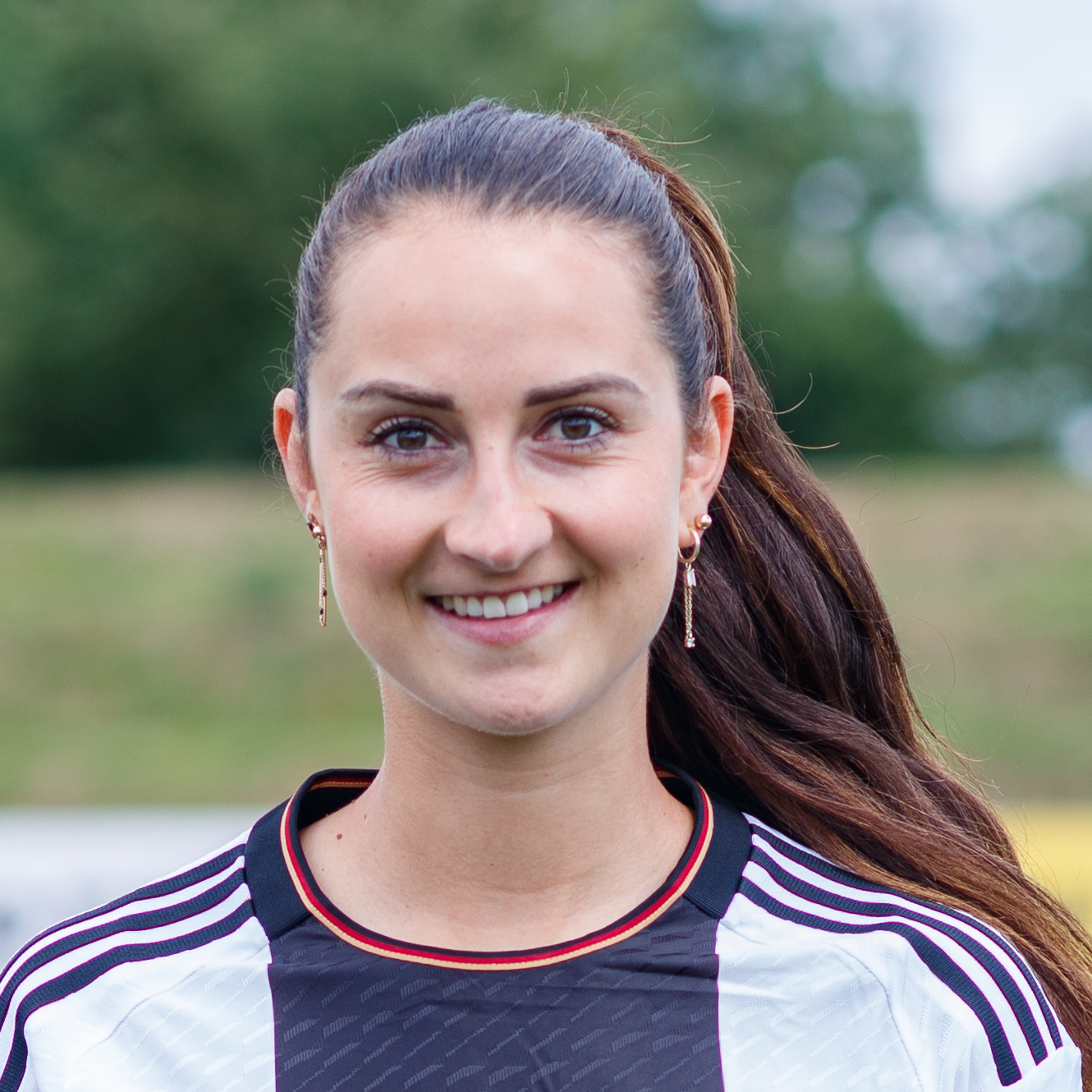
Sara Däbritz (* 1995)

- Däbritz, Siegfried (* 1975), deutscher Vize-Chef der Patriotischen Europäer gegen die Islamisierung des Abendlandes (Pegida)
- Däbritz, Walther (1881–1963), deutscher Wirtschaftswissenschaftler
- Dabro, Marko (* 1997), kroatischer Fußballspieler
- Dabrock, Peter (* 1964), deutscher evangelischer Theologe
- Dąbrowa-Dąbrowski, Ludwik Eugeniusz (1870–1941), polnischer Maler des Jugendstils
- Dąbrowiecki, Leon (1913–1977), polnischer Radrennfahrer
- Dąbrowska, Ania (* 1981), polnische Popmusikerin
- Dąbrowska, Ewa (* 1963), polnische Linguistin
- Dąbrowska, Krystyna (* 1973), polnische Schachspielerin
- Dąbrowska, Krystyna (* 1979), polnische Dichterin und Übersetzerin
- Dąbrowska, Maria (1889–1965), polnische Schriftstellerin
- Dąbrowska, Martyna (* 1994), polnische Sprinterin
- Dąbrowski, Bronisław (1917–1997), polnischer römisch-katholischer Geistlicher, Weihbischof in Warschau
- Dabrowski, Christoph (* 1978), deutsch-polnischer Fußballspieler und Trainer
- Dąbrowski, Damian (* 1992), polnischer Fußballspieler
- Dąbrowski, Daniel (* 1983), polnischer Leichtathlet
- Dąbrowski, Florian (1913–2002), polnischer Komponist und Musikpädagoge
- Dąbrowski, Franciszek (1904–1962), polnischer Offizier im Zweiten Weltkrieg
- Dabrowski, Gabriela (* 1992), kanadische Tennisspielerin
- Dabrowski, Hans-Peter (* 1946), deutscher Journalist und Autor zur Luftfahrtgeschichte
- Dąbrowski, Jan Henryk (1755–1818), polnischer GeneralJan Henryk Dąbrowski (1755–1818)

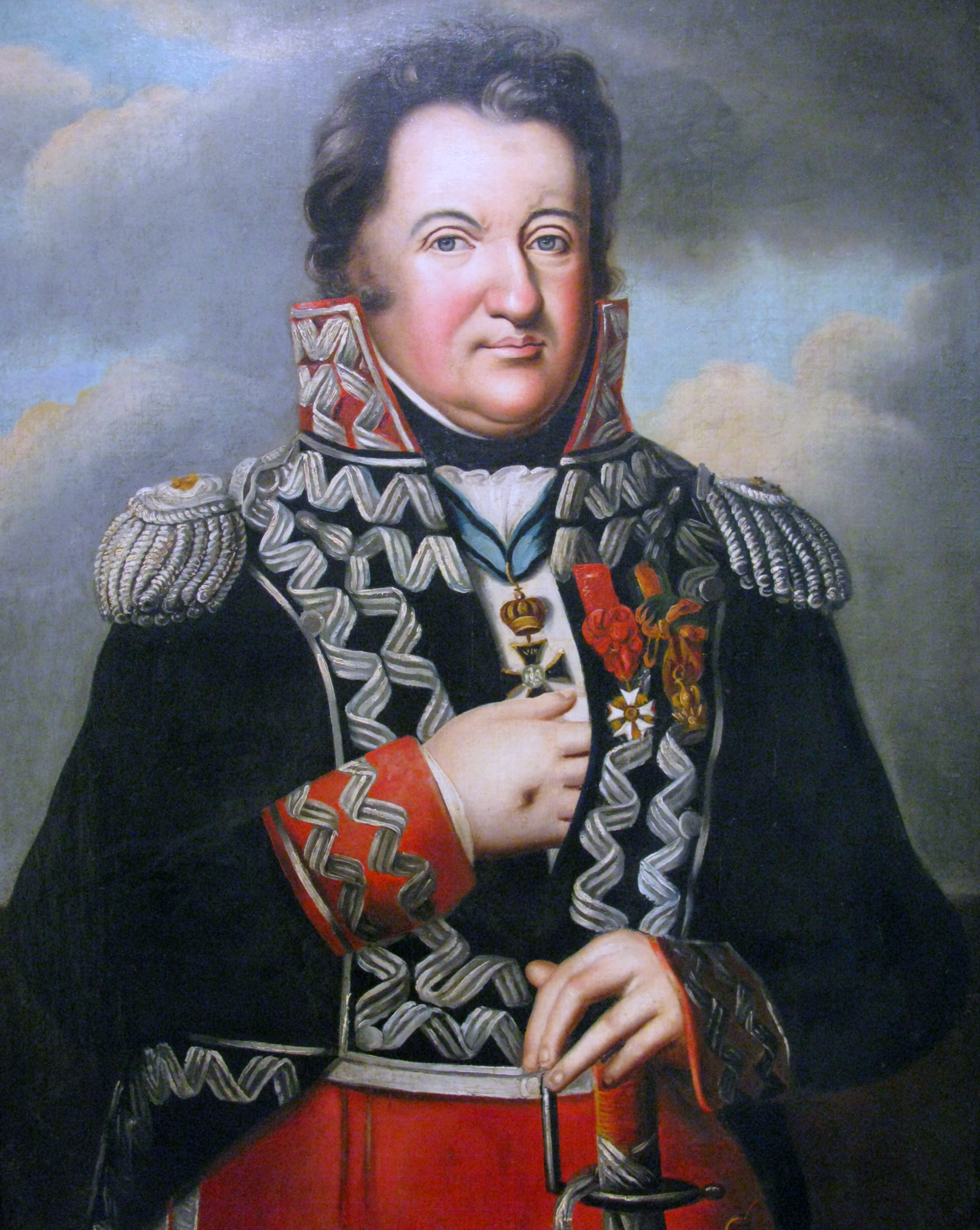
Jan Henryk Dąbrowski (1755–1818)

- Dąbrowski, Jarosław (1836–1871), polnischer Demokrat
- Dąbrowski, Jeremiah (* 1995), französisch-polnischer Fußballspieler
- Dąbrowski, Jerzy (1931–1991), polnischer römisch-katholischer Geistlicher, Weihbischof in Gniezno
- Dąbrowski, Józef Andrzej (* 1967), polnischer Ordensgeistlicher und römisch-katholischer Bischof von Charlottetown
- Dąbrowski, Konstanty (1906–1975), polnischer Politiker, Mitglied des Sejm (PZPR), Finanzminister
- Dąbrowski, Maciej (* 1998), polnischer Fußballtorhüter
- Dąbrowski, Marek (* 1949), polnischer Florettfechter
- Dabrowski, Noémi (* 1991), französisch-polnisch-US-amerikanische Film- und Theaterschauspielerin
- Dąbrowski, Ryszard (1924–2004), polnischer Bauingenieur
- Dąbrowski, Tadeusz (* 1979), polnischer Lyriker
- Dąbrowski, Tomasz (* 1984), polnischer Jazzmusiker
- Dabruck, Stefan (* 1975), deutscher Unternehmer und MusikmanagerStefan Dabruck (* 1975)

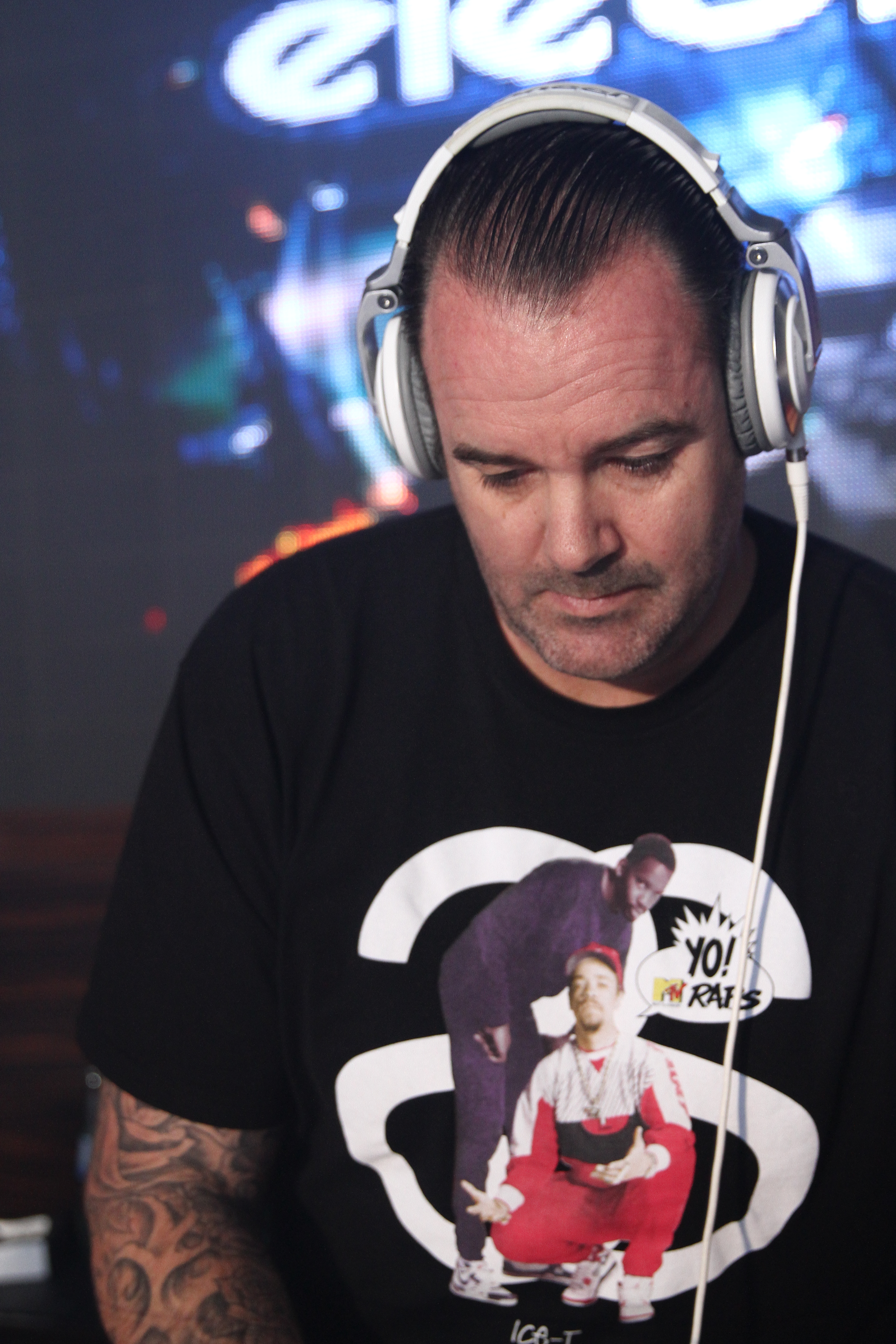
Stefan Dabruck (* 1975)

- Dabry de Thiersant, Claude-Philibert (1826–1898), französischer Diplomat und Sinologe
- Dabryjan, Wolha (* 1991), belarussische Billardspielerin

### Dabs
- Dabs, Annette (* 1961), deutsche Schauspiel- und Opernregisseurin und Kulturmanagerin
- Dąbski, Jan (1880–1931), polnischer Journalist und Politiker

### Dabu
- Dabudyk, Aurélie (* 1988), französische Skilangläuferin
- Dabul, Brian (* 1984), argentinischer Tennisspieler
- Dabulamanzi, Dela (* 1980), deutsche Film- und Theaterschauspieler, sowie Synchron- und Hörspielsprecherin

### Dabw
- Dabwido, Sprent (1972–2019), nauruischer Politiker, Präsident und Staatsoberhaupt der Republik Nauru

### Daby
- Dabylow, Abbas (1898–1970), sowjetisch-karakalpakischer Dichter